# Замок Вотерфорд
Замок Вотерфорд (англ. Waterford Castle, ст. норв. — Veðrafjǫrðr, ірл. Caisleán Phort Láirge) — Кашлен Форт Лайрге — один із замків Ірландії, розташований в місті Вотерфорд графство Вотерфорд. Протягом сотень років замок належав аристократичній династії ФітцДжеральд. У 1980 році замок був перероблений на готель.

## Історія замку Вотерфорд
Найперший замок Вотерфорд був збудований на острові Феррі і являв собою укріплений будинок, квадратний в плані, з бійницями, з загостреним дверним отвором, з вікнами, які прикрашали кам'яні скульптури. Так описують цей замок в XVI столітті. Замком володіла гілка аристократичного роду ФітцДжеральд валійсько-норманського походження. ФітцДжеральди були довгий час наймогутнішими магнатами і фактичними правителями Ірландії. Гілка клану, яка володіла замком Вотерфорд походила від Патріка ФітцДжеральда — сина де-юре VI графа Кілдер.

## Стиль
Нинішній замок Вотерфорд являє собою будинок, збудований в псевдоготичному стилі. Замок був перебудований в 1895 році для Джеральда Парселл-ФітцДжеральда (1865—1946). Нинішній замок включає в себе давню частину замку, збудовану ще в часи середньовіччя — до 1645 року, в тому числі вежі. Проекти реконструкції замку були підготовлені Ромайном Волкером під керівництвом Альберта Муррері (1849—1924). Замок побудований з дикого необробленого каменю з додаванням вирізаних кам'яних блоків та віконних рам. Замок увінчаний зубцями в ірландському стилі.

## Інтер'єр
Інтер'єр замку дотримується моди XIX століття, кімнати оформлені елегантно. Кожен з 5 люксів сучасного готелю має окрему вітальню, є 14 розкішних спалень з окремими ваннами. Крім того є розкішні будиночки і котеджі біля замку. Навколо замку є парк площею 320 акрів землі. Є майданчики для гольфу.
Над каміном у великому залі замку є герб ФітцДжеральдів і напис: «Crom A Boo» — бойовий клич роду ФітцДжеральд. На гербі є хрест святого Юліана, півмісяці і зірки, голови кабанів, що символами гостинності, ангели які тримають щит, шоломи, що символізують благородство. Є також рука, яка тримає меч. Є зображення мавп, що тримають щит. Зображення мав пов'язують з такою легендою. Спадкоємець родини помер, його другий син (його символізує півмісяць) успадкував титул. Його перші два сини померли, третій син був немовлям (його символізує зірка) — він був єдиним спадкоємцем родини. У цей час в замку спалахнула пожежа. Мавпа схопила дитину і винесла її з палаючого замку. На вшанування цієї унікальної події мавпу помістили на герб ФітцДжеральдів. Дерево, яким скористалася мавпа рятуючи дитину, збереглося і донині.
У замку зберігаються багато старожитностей. Великий зал прикрашений дубовими панелями часів королеви Єлизавети І. Збереглося оздоблення XVI століття. Збереглися давні гобелени, що прикрашали замок ще в ті часи. Один із гобеленів зображає сцену полювання, інший зображає хрестини, на гобеленах зображені люди в одязі XVI століття. Колись ці гобелени замок втратив, але їх віднайшов містер Кернс і повернув в замок в 1988 році. Є дзеркало в стилі рококо над каміном в одній з кімнат. Є бар в вікторіанському стилі різьблений з горіха, прикрашений фігурами тварин. Є картини XIX століття англійських художників, портрети людей з родини ФітцДжеральд. Манстерський номер прикрашений дубовими панелями, є різьблений камін, оздоблена стеля. У номері є картина — портрет архітектора замку з помічником художника Дж. Баррі. У замку є прекрасні антикварні меблі. Диван з різьбою, що зображає орлів. Шафи з дубу в стилі часів короля Якова І, шафи в стилі часів короля Георга ІІІ з червоного дерева. Кабінети прикрашені різьбленими квітковими гірляндами і розетками, які прикрашають двері, інкрустовані мармурові колони з готичними малюнками; годинник в стилі часів короля Георг III.

## Теперішній час
Готель був відзначений низкою нагород як один із найкращих і найпрестижніших готелів Ірландії. Нинішній шеф-кухар Майкл Томас був нагороджений як «Кращий кухар Манстера», а також отримав головний приз «Кращий шеф-кухар Ірландії 2017 року».